# أخناتون (مسرحية)

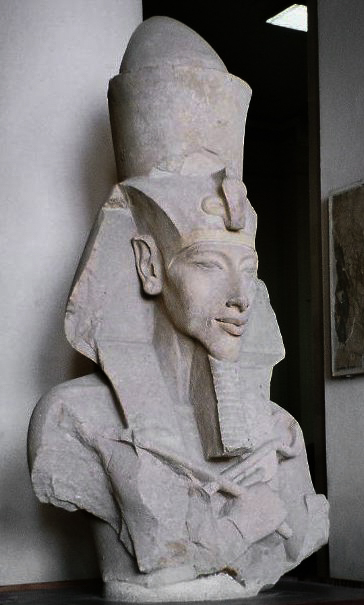

أخناتون (بالإنجليزية: Akhnaton) هي مسرحية من تأليف الكاتبة الإنجليزية أجاثا كريستي. كُتبَت عام 1937، في نفس الوقت الذي كانت تكتب فيه موت فوق النيل.

## نبذة عن المسرحية
في سيرة أجاثا كريستي الذاتية عام 1977، اعترفت كريستي أنها لم تعتقد بأن المسرحية سيتم إنتاجها ولكنها ببساطة تستمتع بكتابة المسرحيات أو كتابة شيء مختلف عما اعتادت عليه.
تدور أحداث المسرحية في مصر القديمة، وتتبع مآثر الفرعون المصري أخناتون وزوجته نفرتيتي وخليفته توت عنخ آمون (الذي سيأخذ اسم توت عنخ آمون عندما أصبح فرعون). في كتابة المسرحية، ساعدت كريستي عالم المصريات البارز، ستيفن جلانفيل  الذي كان صديقًا لها ولزوجها ماكس مالوان.
لا يوجد سجل لأي محاولة جادة لإخراج المسرحية بمجرد كتابتها، لكن تشارلز أوزبورن، في كتابه حياة وجرائم أجاثا كريستي، طرح نظرية مفادها أن الناشرين اعتقدوا أنها ليست تجارية، ولم تكن كما هي. توقع الجمهور من أجاثا كريستي، التي كان يُنظر إليها في ذلك الوقت على أنها كاتبة بحتة لكتاب خيال الجريمة.
في شهر أيارمن عام 1972، عثرت كريستي على المخطوطة، وأرسلتها إلى ناشرها في ضوء الاهتمام بمصر القديمة الذي تسبب به معرض كنوز توت عنخ آمون الذي أقيم في المتحف البريطاني من 30 آذار حتى 30 أيلول من ذلك العام، رغم أنها اعترفت أنه سيكون إنتاجًا مكلفًا لعرضه. قامت بتنقيحات طفيفة على مخطوطتها عام 1937 وطلبت نشرها ؛ ومع ذلك لا تزال هناك اختلافات كبيرة بين الأحداث في المسرحية وما كان معروفًا في ذلك الوقت في التاريخ المصري (مثل أخناتون الذي أصبح معروفًا الآن بامتلاكه الزوجة الثانية والتي تسمى كيا). تم نشر المسرحية بواسطة كولينز في شهر أيارمن عام 1973. وصدرت نسخة طبق الأصل من المسرحية في عام 2009.
تم استخدام المسرحية من قبل بعض المجموعات من الهواة والمسارح، ولكن نادرًا ما تم عرضها. بصرف النظر عن القضايا التجارية للموضوع، تتطلب المسرحية أحد عشر تغييراً في المشهد وأكثر من عشرين جزء ناطق.

## ملخص المسرحية

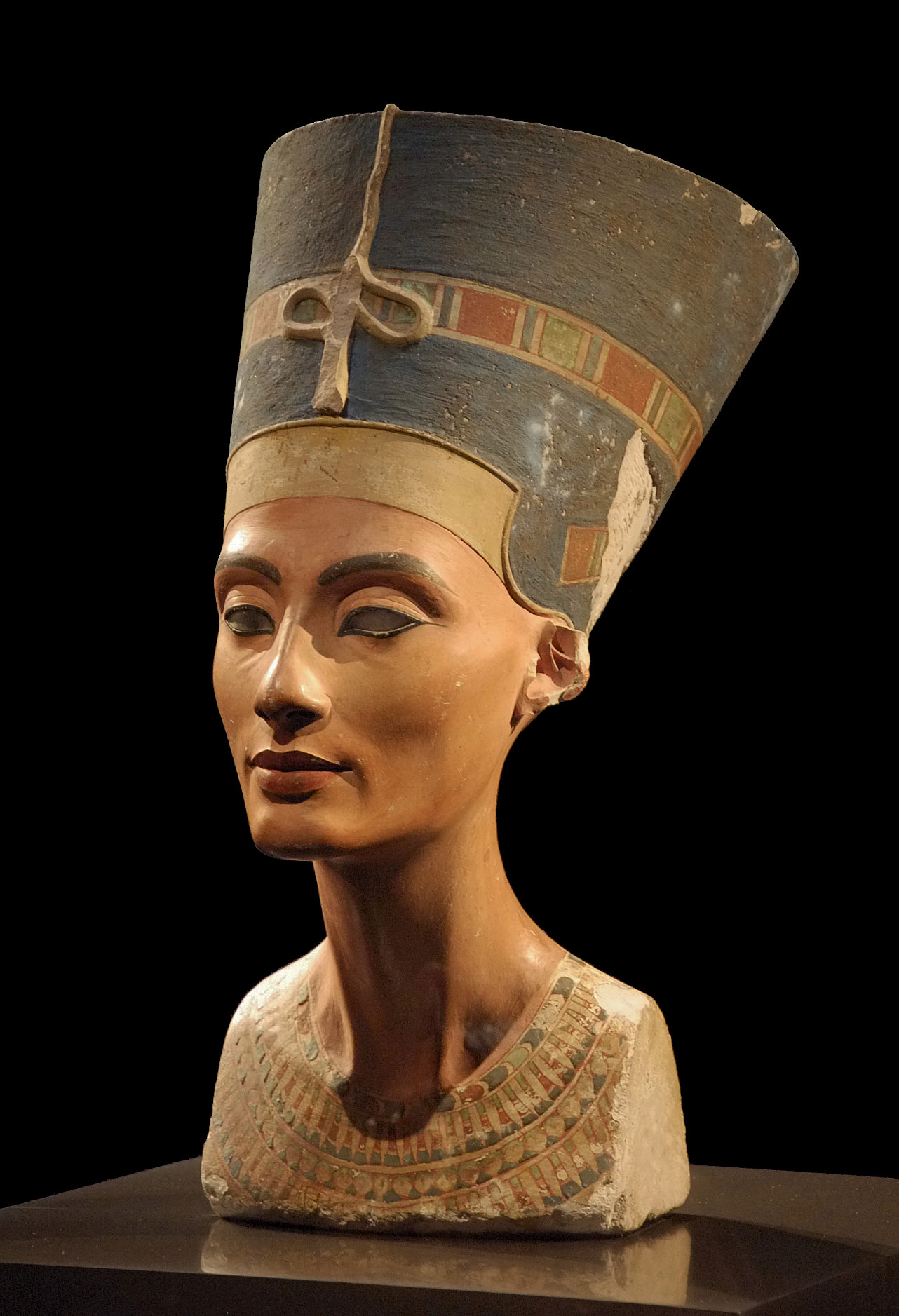
صورة لِتمثال نفرتيتي المعروض في متحف برلين الجديد، بمدينة برلين عاصمة ألمانيا.

### الفصل الأول
المشهد الأول - الفناء الكبير للقصر الملكي لأمنحتب الثالث في مدينة نو آمون (طيبة): وفد من السوريين يصلون إلى القصر حاملين معهم ضريح الإلهة عشتار نينوى على أمل أن يشفي الفرعون أمنحتب. مرضه. يتعرف الجمهور على مريبتاح رئيس كهنة آمون والجندي الشاب حورمحب. مريبتاح المخلص لنفسه ولدينه المشرك لآمون، ولبلده ولفرعونه، إلى حد ما بهذا الترتيب، في حين أن حورمحب رجل أبسط وإن كان أكثر كرامة لولائه لوطنه وفرعونه ومن خلاله لدينه. تحيي الملكة تيي (المسماة تاي في المسرحية) الوفد مع ابنها أخناتون، الذي يوصف بأنه «فتى هش ذو عيون ذكية». يبقى في الخلف ويلتقي حورمحب. يتم الكشف عن أخناتون للجمهور كفنان وشاعر وصوفي يؤمن بعالم حيث كل الرجال أحرار وينتهي القتال من خلال الحب. كما أنه يعترف بالصلاح في حورمحب ويطلب ويتلقى ولاءه. مع انتهاء المشهد، يكشف مربتاح أن أمنحتب قد مات وأن أخناتون الآن فرعون.
المشهد الثاني - غرفة في القصر (بعد ثلاث سنوات): تيي هي الوصية على مصر حتى يبلغ أخناتون سن الرشد. يبدي الشاب القليل من الاهتمام بالحكم كما فعل والده ويقاوم مريبتاح. يتضح أن تيي هي التي غرست في أخناتون الكره لدين آمون وتقديس رع عندما كان طفلاً. في محادثة مع كاهن آخر، آي، يدرك أخناتون مصيره وأنه ابن رع. يعطي أوامره بأن تكون بارجته جاهزة لرحلة عبر النيل إلى مكان حيث سيبني مدينة جديدة لمجد رع. تقديم نفرتيتي. هي وزوجها أخناتون لديهما حب حقيقي لبعضهما البعض وطفلهما الوحيد، ابنة. تحذر تاي نفرتيتي من ضرورة إقناع زوجها بعدم معارضة عبادة آمون بأي درجة كبيرة، مع العلم بالخطر الذي قد يمثله مثل هذه الخطوة له، لكنها موالية لزوجها بحيث لا تتعارض مع رغباته. تطلب شقيقة نفرتيتي الحاسبة، نزموت، من خادمها القزم، بارا، رؤية المستقبل من خلال التكهن بالرمال. تنبئ الفقرة أن حورمحب سيكون ذات يوم فرعون وأن نزموت ستكون ملكته.
المشهد الثالث - ضفة النيل، 300 ميل تحت طيبة (بعد شهر): على بارجته الملكية، أخناتون قرر على الفور لمدينته الجديدة الأفق (في موقع العمارنة الحديث).